# St George’s Park (Südafrika)
Der St George’s Park ist ein Cricket-Stadion in der südafrikanischen Stadt Gqeberha. Das Stadion dient als Heimstätte des Warriors.

## Kapazität und Infrastruktur
Das Stadion hat eine Sitzplatzkapazität von 19.000 Plätzen. Die beiden Ends heißen Duckpond End und Park Drive End.

## Nutzung
Internationales Cricket wird in dem Stadion seit 1889 gespielt. Zwischen den Weltkriegen fanden hier keine Tests statt, begannen jedoch nach dem Zweiten Weltkrieg erneut. Mit der Suspendierung Südafrikas vom internationalen Cricket 1970 kam es zu einer weiteren Pause, die erst ab 1992 zu Ende ging. Beim Cricket World Cup 2003 fanden hier fünf Partien statt, inklusive eines Halbfinales.